# Dompierre (Belmont-Broye)
Dompierre (toponimo francese, fino al XVIII secolo Dompierre-le-Petit) è una frazione di 994 abitanti del comune svizzero di Belmont-Broye, nel Canton Friburgo (distretto della Broye).

## Storia

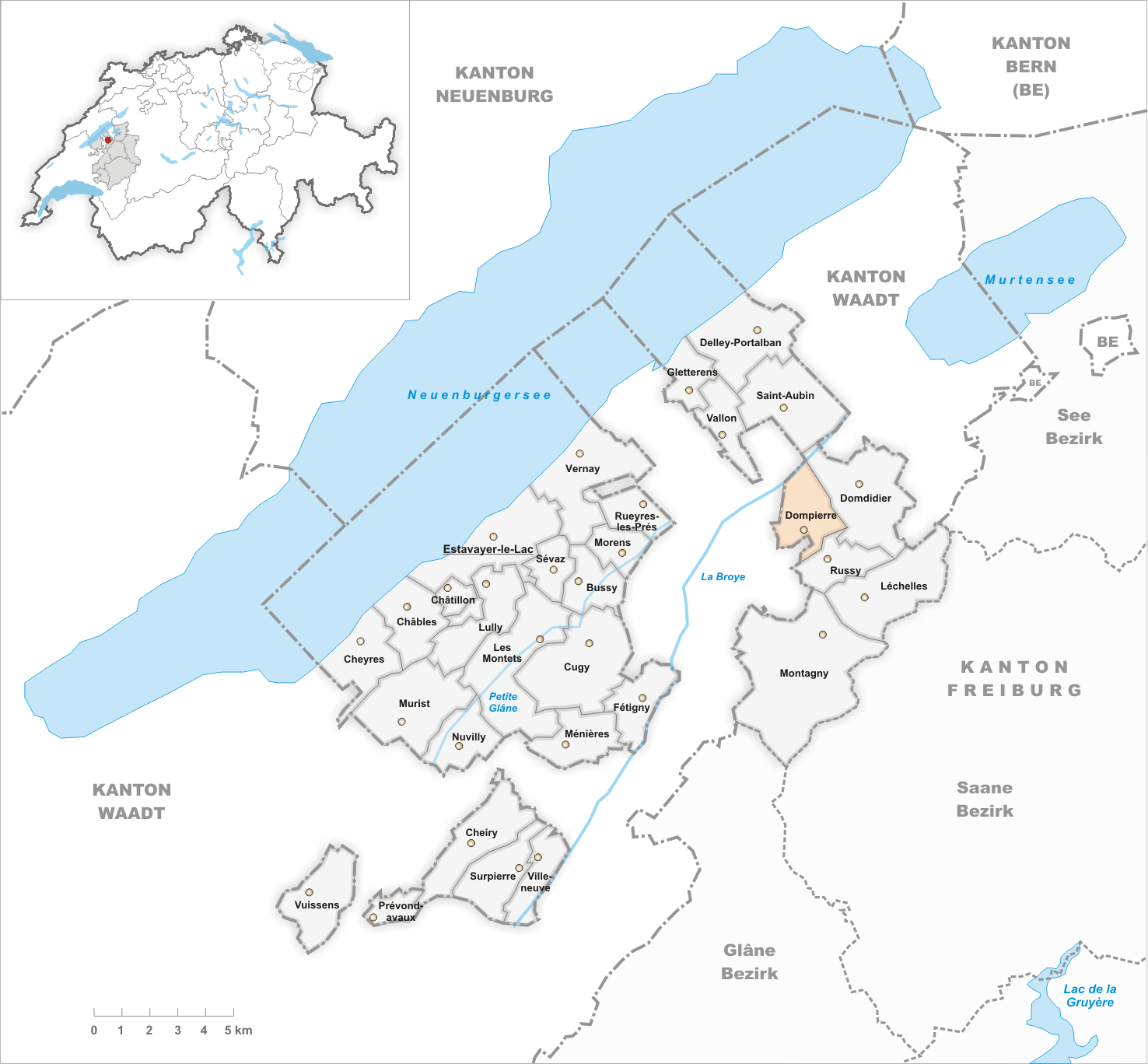
Il territorio del comune di Dompierre prima degli accorpamenti comunali del 2016

Già comune autonomo che si estendeva per 4,45 km², il 1º gennaio 2016 è stato accorpato agli altri comuni soppressi di Domdidier, Léchelles e Russy per formare il nuovo comune di Belmont-Broye.

## Monumenti e luoghi d'interesse
- Chiesa cattolica dei Santi Pietro e Paolo, eretta nel VI secolo e ricostruita nel 1525 e nel 1868-1869[1].

## Società

### Evoluzione demografica
L'evoluzione demografica è riportata nella seguente tabella:
Abitanti censiti

## Infrastrutture e trasporti
Dompierre è servito dall'omonima stazione sulla ferrovia Palézieux-Lyss.

## Amministrazione
Ogni famiglia originaria del luogo fa parte del comune patriziale che ha la responsabilità della manutenzione di ogni bene comune.